# Luis Arbulú León Prado
Luis Daniel Arbulú León Prado (Lima, Perú, 7 de febrero de 1974) es un empresario e inversionista peruano destacado en el campo de la innovación digital y un joven líder mundial según el Foro Económico Mundial. Ha trabajado para compañías como Google, Samsung y actualmente es Corporate Development, Expansion, Growth de la empresa Xertica, socia de Google en Latinoamérica.

## Biografía
Luis Arbulú es el mayor de tres hermanos y nació en el distrito de Miraflores en Lima. Realizó sus estudios en el Colegio Markham. Luego hizo estudios generales en ciencias en la Pontificia Universidad Católica del Perú, sin embargo viajó a Estados Unidos luego de ganar la beca Fullbright.
En EE. UU. culminó sus estudios en Ingeniería Mecánica en la Universidad de Kansas y luego realizó un MBA en la Escuela de Negocios Wharton de la Universidad de Pensilvania.
Arbulú tuvo desde joven un interés por la tecnología. Sus primeras incursiones en esa industria fueron como consultor. Ya en el 2005 y hasta el 2011 trabajó para el equipo de inversiones de Google, fue gerente de Producto y Gerente de Desarrollo de Nuevos Negocios.
Al salir de Google fundó y dirigió su propia compañía, Hattery, un laboratorio de innovación. Esta compañía fue adquirida y asimilada por Google el 2013. Luego ello, fue director general de Inversiones para Samsung.
El 2013 Arbulú fue reconocido como miembro del grupo de Líderes Jóvenes del Mundo del Foro Económico Mundial.
Dos años después, Luis Arbulú volvió a Perú y se convirtió en CEO de Xertica, una compañía de consultoría y tecnología fundada en el Silicon Valley que opera en varios países de Latinoamérica y es socia de Google.